# Mông Âm
Mông Âm (tiếng Trung: 蒙阴县, Hán Việt: Mông Âm huyện) là một huyện thuộc địa cấp thị Lâm Nghi, tỉnh Sơn Đông, Cộng hòa Nhân dân Trung Hoa. Huyện này có diện tích 1601,2 km2, dân số 53.000 triệu (2001). Đây là một huyện miền núi của Sơn Đông.